# Newton Prado
Newton Prado Lux (Itu, 19 de maio de 1925 — São Paulo, 4 de outubro de 2000) foi um locutor, escritor e ator brasileiro de rádio, cinema e televisão.
Newton começou como radioator. Já na TV, fez papéis importantes nas telenovelas Mulheres de Areia (1973), Redenção, Cavalo de Aço e Sangue do Meu Sangue (1995), e nas minisséries Rabo-de-Saia e Anarquistas Graças a Deus.
Depois se afastou da televisão e passou a se dedicar à locução de comerciais e a escrever: deixou o romance Os Olhos Azuis de Celestina.
Morreu de enfisema pulmonar.

## Filmografia

### Televisão
- Os Quatro Filhos (1965) .... Mozart
- Em Busca da Felicidade (1965)
- Redenção .... Mário
- Legião dos Esquecidos (1968) .... Julião
- A Menina do Veleiro Azul (1969) .... Paulo
- Dez Vidas (1969)
- As Pupilas do Senhor Reitor (1970)
- Os Deuses Estão Mortos (1971)
- Quarenta Anos Depois (1971)
- Na Idade do Lobo (1972)
- A Revolta dos Anjos (1972)[1]
- Mulheres de Areia .... Sampaio
- A Barba-Azul (1974) .... Horácio Penteado
- O Sheik de Ipanema (1975) .... Dodô
- Vila do Arco (1975)
- O Espantalho (1977)
- Cavalo Amarelo (1980) .... Sampaio
- Nem Rebeldes, Nem Fiéis (1982)
- Paiol Velho (1982)
- A Filha do Silêncio (1982)
- Anarquistas Graças a Deus (1984)
- Rabo-de-Saia (1984) .... Saturnino
- Corpo a Corpo (1984)
- Memórias de um Gigolô (1986)[2]
- Chapadão do Bugre (1988)
- Sangue do Meu Sangue (1995) .... Martins

### Cinema
- O Corpo Ardente (1966)
- As Cariocas (1966)
- As Amorosas (1968) .... Roberto[3]
- Adultério à Brasileira (1969)
- Os Maridos Traem... e as Mulheres Subtraem (1970) .... Moreira
- A Arte de Amar Bem (1970) .... Roberto
- Um Certo Capitão Rodrigo (1971) .... Ricardo Amaral
- Lua-de-Mel e Amendoim (1971) .... Alberto
- Noites de Iemanjá (1971) .... Paulo
- A Carne (1975)
- O Menino Arco-Íris (1983)